# Xavier Ros-Oton
Pour les articles homonymes, voir Ros.
Xavier Ros-Oton (né à Barcelone, en 1988) est un mathématicien espagnol qui travaille sur les équations aux dérivées partielles (EDP). Il est professeur-chercheur à l'Institut catalan de recherche et d'études avancées (ICREA) et professeur titulaire à l'université de Barcelone.

## Recherches
Ses recherches portent principalement sur des sujets liés à la régularité des solutions aux EDP elliptiques et paraboliques non linéaires. Certaines de ses principales contributions ont été dans le contexte des problèmes de frontière libre, des équations intégro-différentielles  et du calcul des variations.

## Carrière
Il a obtenu son baccalauréat et sa maîtrise à l'université polytechnique de Catalogne en 2010 et 2011, et a terminé son doctorat en 2014 sous la direction de Xavier Cabré. Il a ensuite déménagé à l'Université du Texas à Austin, où il était instructeur RH Bing, et a travaillé avec Alessio Figalli et Luis Caffarelli. Il a ensuite été professeur assistant à l'université de Zurich. Depuis 2020, Ros-Oton est professeur de recherche ICREA à l'Université de Barcelone.
Il est membre du comité de rédaction de revues scientifiques, dont Calculus of Variations and Partial Differential Equations et Collectanea Mathematica (en).

## Prix et distinctions
En 2017, il a reçu à la fois le prix Rubio de Francia de la Société royale mathématique espagnole et le prix Antonio Valle de la Société espagnole de mathématiques appliquées,. En 2018, il était le plus jeune récipiendaire d'un ERC Starting Grant,. Puis, en 2019, il a reçu le Prix de la Recherche Scientifique de la Premios Fundación Princesa de Girona (es),,,.
En 2021, il est lauréat de la médaille Stampacchia, en reconnaissance de ses contributions exceptionnelles au domaine du calcul des variations.
En 2023 il reçoit le prix Ferran Sunyer i Balaguer avec Xavier Fernandez-Real pour Integro-Differential Elliptic Equations.

## Publications (sélection)
- Figalli, A.; Ros-Oton, X.; Serra, J. (2021). The singular set in the Stefan problem. prétirage arXiv:2103.13379.
- Figalli, A.; Ros-Oton, X.; Serra, J. (2020). Generic regularity of free boundaries for the obstacle problem. Publ. Math. Inst. Hautes Etudes Sci. 132, 181-292.
- Cabré, X.; Figalli, A.; Ros-Oton, X.; Serra, J. (2020). Stable solutions to semilinear elliptic equations are smooth up to dimension 9. Acta Math. 224, 187-252.
- Barrios, B.; Figalli, A.; Ros-Oton, X.; (2018). Free boundary regularity in the parabolic fractional obstacle problem. Comm. Pure Appl. Math. 71, 2129-2159.
- Caffarelli, L.; Ros-Oton, X.; Serra, J. (2017). Obstacle problems for integro-differential operators: regularity of solutions and free boundaries. Invent. Math. 208, 1155-1211.
- Ros-Oton, X.; Serra, J. (2016). Boundary regularity for fully nonlinear integro-differential equations. Duke Math. J. 165, 2079-2154.